# Болдырев, Владимир Анатольевич
Влади́мир Анато́льевич Бо́лдырев (род. 5 января 1949, хутор Красноярский, Урюпинский район, Сталинградская область) — российский военачальник, генерал армии.

## Военная служба в СССР
Сын офицера, позднее дослужившегося до генерал-лейтенанта, А. А. Болдырева (1925—2010).
В Советской армии с 1967 года. Окончил Московское высшее общевойсковое командное училище имени Верховного Совета РСФСР в 1971 году.
С 1971 года командовал мотострелковым взводом и мотострелковой ротой в Белорусском военном округе, затем — командир мотострелкового батальона в Центральной группе войск на территории Чехословакии.
В 1978 году окончил Военную академию имени М. В. Фрунзе.
С 1978 года — старший офицер оперативного отдела штаба армии.
С   осени 1978 года служил в частях Забайкальского военного округа, г. Улан- Удэ, начальник штаба мотострелкового полка,  в марте 1979 дивизия была передислоцирована на территорию Монголии — начальник штаба мотострелкового полка, командир мотострелкового полка, начальник штаба мотострелковой дивизии.
С 1985 года — командир мотострелковой дивизии в том же Забайкальском военном округе, но уже на территории Бурятской АССР.
За период офицерской службы получил досрочно три воинских звания.

## Военная служба в Российской Федерации
В 1992 году — окончил Военную академию Генерального штаба Вооруженных Сил Российской Федерации.
С 1992 года — начальник штаба 6-й армии в Ленинградском военном округе, с 1994 года — командующий этой армией.
С декабря 1996 года — 1-й заместитель командующего войсками Забайкальского военного округа.
С апреля 1998 года — начальник штаба — 1-й заместитель командующего войсками Забайкальского военного округа.
1 декабря 1998 года было произведено объединение Сибирского военного округа и Забайкальского военного округа в единый Сибирский военный округ с штабом в Чите, а генерал В. А. Болдырев назначен начальником штаба — 1-м заместителем командующего войсками этого округа. 12 июня 1999 года В.А. Болдыреву было присвоено звание генерал-полковника.
С 28 марта 2001 года — командующий войсками Сибирского военного округа.
С 18 декабря 2002 года — командующий войсками Северо-Кавказского военного округа.
Воинское звание генерал армии присвоено Указом Президента Российской Федерации от 12 декабря 2003 года.
19 июля 2004 года переведён на должность командующего войсками Приволжско-Уральского военного округа. В военных кругах высказывалось мнение по поводу этого перемещения, что Болдырев, ранее никогда не участвовавший в боевых действиях, не смог обеспечить эффективное проведение контртеррористической операции на Северном Кавказе, в которой основную роль играли войска его округа. Дополнительным доводом в пользу этой версии служит то, что Болдырев был перемещён в тыловой военный округ через несколько дней после ставшего полной неожиданностью нападения чеченских боевиков на Назрань.
С 31 июля 2008 года — Главнокомандующий Сухопутными войсками.

Сейчас должность главкома Сухопутных войск занимает генерал армии Болдырев Владимир Анатольевич — серьёзный человек, я его знаю. В своё время он командовал Северо-Кавказским военным округом и имеет за плечами богатый опыт ведения боевых действий.— Герой Советского Союза генерал армии Павел Грачёв («Независимая газета», 20.03.2009)
14 декабря 2009 года контракт с В. А. Болдыревым был продлён, но уже 1 января 2010 года главком сухопутных войск написал рапорт об увольнении.
С 2 марта 2011 года — ведущий аналитик - генеральный инспектор Управления генеральных инспекторов Министерства обороны России.

## Награды
- Орден Святого Георгия II степени № 002 (2008)
- Орден «За заслуги перед Отечеством» IV степени
- Орден «За военные заслуги»
- Медали
- Заслуженный военный специалист Российской Федерации